# Marc Antoni Rufí
Marc Antoni Rufí (Marcus Antonius Rufinus) va ser un magistrat romà del segle ii. Formava part de la gens Antònia.
Va ser cònsol de Roma l'any 131 amb Servi Octavi Laenes Pontià. L'esmenten els Fasti.